# Jeanne Doré (pièce de théâtre)
Pour les articles homonymes, voir Jeanne Doré.
Jeanne Doré est une pièce de théâtre écrite par Tristan Bernard; en trois actes et sept tableaux, jouée pour la première fois en 1913. Elle a rencontré un grand succès et a fait l'objet d'au moins deux adaptations au cinéma.

## Synopsis
Robert Doré, endetté à cause de son addiction aux jeux d'argent, se suicide en laissant Jeanne, sa femme, s'occuper de son fils Jacques. Devenu adulte, il finit par commettre un crime malgré le dévouement de sa mère.

## Première
La première représentation a eu lieu à Paris, au théâtre Sarah Bernhardt,  le 16 décembre 1913.
Les décors étaient d'Emile Bertin, Amable et Cioccari.

## Distribution de la première représentation
- Sarah Bernhardt : Jeanne Doré[3]
- Victor Henry : Calmarol
- Decœur : Charles
- Raymond Bernard : Jacques Doré

## Adaptation au cinéma
- 1915: Jeanne Doré par Louis Mercanton et René Hervil, avec Sarah Bernhardt qui reprend le rôle de Jeanne Doré[4]
- 1938: Jeanne Doré par Mario Bonnard, film italien avec Emma Gramatica dans le rôle de Jeanne Doré